# Flygmedicin
Flygmedicin är en inriktning av företagshälsovård och medicinska bedömningar för flygande personal i all civil och militär flygverksamhet. Inom området verkar läkare auktoriserade av Transportstyrelsen, biomedicinska analytikter, sjuksköterskor, psykologer och tandläkare verksamma.
Personalen som arbetar inom denna vårdsektor har att ta ställning till både den enskilda flygarens önskan att få fortsätta flyga på någon kvalifikationsnivå samt allmänhetens behov av att få flyga säkert med lämpliga piloter.
Det flygmedicinska specialområdet omfattar således både omsorg om den enskilda pilotens säkerhet och hälsa samt säkerhetstänkande för människor som färdas med en bestämd flygbesättning eller människor på land, som inte ska utsättas för risker av flygande personals dåliga hälsa.
I Sverige finns så kallade AMC (Aero Medical Center), där alla nybörjare inom flyg ska genomgå omfattande medicinska, fysiologiska, psykologiska och sociala undersökningar av högspecialiserad personal, som godkänts av Transportstyrelsens Luftfartsavdelning för dessa undersökningar. Sedan denna undersökning godkänts och övrig flygutbildning är avklarad och flygcertifikat utfärdats, så kan flygarna undersökas av flygmedicinsk personal på lägre nivå spritt över landet. Trafikflygare och militära flygare måste alltid godkännas av s.k. klass 1-läkare, medan privatflygare kan testas med längre mellanrum och hos klass 2-läkare. 